# Batu Mbelin (Sibolangit)
Batu Mbelin is een bestuurslaag in het regentschap Deli Serdang van de provincie Noord-Sumatra, Indonesië. Batu Mbelin telt 635 inwoners (volkstelling 2010).